# 瓦连京·佩尼科夫斯基
瓦连京·安东诺维奇·佩尼科夫斯基（俄语：Валентин Антонович Пеньковский，1904年4月14日—1969年4月26日），苏联军事领导人，1961年晋升大将。历任远东军区、白俄罗斯军区司令。1964年至1968年任苏联国防部副部长。

## 生平
1904年生于俄罗斯帝国莫吉廖夫。白俄罗斯人。1920年10月加入红军，参加俄国内战，后在彼得格勒骑兵学校学习，参加平定白俄罗斯和卡累利阿暴乱的行动。1923年4月因红军员额削减而復員，回到奥尔沙，任青年团书记。1924年10月重新加入红军，1926年加入联共（布）。1927年毕业于明斯克白俄罗斯苏维埃社会主义共和国中央执行委员会联合军事学校，留校任教导分队队长。1929年10月，任白俄罗斯军区鄂木斯克步兵第27师炮兵第27团某炮兵连连长（驻维捷布斯克）。1931年5月后，任同军区防空第8团副团长。
1933年毕业于塞瓦斯托波尔防空高射炮兵学校高级指挥人员培训班，任克列缅丘格独立防空高射炮兵营营长。1935年5月任塞瓦斯托波尔防空高射炮兵学校学员营营长。1938年6月在大清洗中被捕，在监狱中隔离审讯，1940年4月获释，任基辅军区第254防空营营长。1940年10月入叶夫帕托里亚防空高射炮兵学校高级指挥人员培训班进修，1941年5月毕业后担任基辅特别军区防空区副参谋长兼防空局副局长。
1941年6月苏德战争开始后赴前线战斗，对敌军空袭设防。1941年8月，任西南方面军防空部队参谋。先后参加布羅迪、基輔和哈爾科夫等战役。1942年4月，任第21集团军防空主任。1942年5月，任第21集团军步兵第76师师长，在西南方面军和斯大林格勒方面军作战，参加沃羅涅日戰役和斯大林格勒战役。
1942年8月，任第21集团军参谋长（1943年4月改为近卫第6集团军）。先后参加库尔斯克、別爾哥羅德-卡爾可夫、下第聶伯河、白俄羅斯、波羅的海、库尔兰等战役战斗。1945年6月，任远东第一方面军第25集团军参谋长，参加对日作战（哈尔滨-吉林战役）。
从第二次世界大战结束至1946年5月，一直担任第25集团军参谋长（驻朝鲜平壤）。1947年毕业于总参军事学院高级速成班，历任喀尔巴阡军区（1947年1月－1950年3月）、滨海军区（1950年4月－1953年5月）、外贝加尔军区（1953年6月－1954年9月）及远东军区（1954年9月－1956年3月）参谋长。1956年3月，任远东军区司令。1961年7月，任白俄罗斯军区司令。1961年5月5日晋升大将。1964年7月，任苏联国防部副部长，负责作战训练。1968年5月转至国防部总监察组。
佩尼科夫斯基是苏联共产党中央委员会候补委员（1961年－1969年），第五至七届苏联最高苏维埃代表（1958年－1969年）。获列宁勋章2枚，红旗勋章5枚，一级库图佐夫勋章2枚，二级苏沃洛夫勋章和二级库图佐夫勋章各1枚，奖章多枚。
1969年4月26日在明斯克逝世。

## 军衔
- 少将（1942年10月1日）
- 中将（1944年9月13日）
- 上将（1955年8月8日）
- 大将（1961年5月5日）